# Malta sehen und sterben
Malta sehen und sterben (Originaltitel: Pulp) ist eine von Mike Hodges inszenierte britische Kriminalkomödie. Die Hauptrollen spielen Michael Caine und Mickey Rooney.

## Handlung
Mickey King ist ein Autor von Heftromanen und lebt in Rom. Er wird von einem Mann namens Ben Dinuccio beauftragt, als Ghostwriter die Autobiographie einer berühmten Persönlichkeit zu schreiben, ohne zunächst zu erfahren, um wen es sich handelt. King trifft in Malta ein, um dort auf seine Kontaktperson zu treffen. Der aufdringliche Mr. Miller, den King anfangs für die Kontaktperson hält, wird jedoch ermordet, als er sich irrtümlicherweise in Kings Hotelzimmer einquartiert. Später gibt sich eine andere Mitreisende als Kontaktperson zu erkennen und bringt King zu der Person, über die er schreiben soll.
Dabei handelt es sich um den ehemaligen Hollywood-Star Preston Gilbert, der in erster Linie Gangsterrollen erfolgreich gespielt hatte, bevor er gezwungen war, zurück nach Europa zu gehen. Er diktiert Mickey seine Memoiren innerhalb von nur einer Woche. Zum Abschluss lädt er seine Freunde und Mickey zu einem Essen in einem Restaurant ein. Ein als Priester verkleideter Mann versucht Preston und Mickey zu erschießen, doch Mickey überlebt.
Nach dem Attentat erhält der Autor von einem Hellseher Hinweise darauf, weshalb jemand Preston hätte töten wollen. Jahre zuvor war Preston in einen Skandal verwickelt. Eine Jugendliche war in einer Jagdhütte im Verlauf einer Vergewaltigung durch mehrere Jäger zu Tode gekommen. Die Schuldigen, darunter der mächtige Politiker Frank Cipola, glaubten, dass Preston in seiner Biographie von dem Vorfall berichten würde.
Mickey sucht den Strand auf, an dem das Mädchen begraben liegt. Der Killer erscheint und versucht ihn zu töten, doch Mickey kann ihn mit einem Kleinlaster überfahren. Zu seiner Überraschung stellt er fest, dass es sich bei dem Killer um den angeblich toten Miller handelt. King entdeckt eine Schussverletzung an seinem Bein und fällt in Ohnmacht. Als er zu sich kommt, liegt er verarztet in einem luxuriösen Krankenzimmer. Als sein Wohltäter stellt sich Frank Cipola heraus, der King durch einen korrupten Polizisten davor warnen lässt, die Affäre weiter zu verfolgen. Ansonsten würde er wegen Mordes an Miller zur Rechenschaft gezogen werden.

## Kritiken
„Geistreiche Kriminalkomödie, gelungen in Regie, Darstellung und Kameraarbeit, die liebevoll das Genre aufs Korn nimmt, in einigen Gags jedoch zu sehr auf Insider zugeschnitten ist.“

„Etwas holprig, aber dennoch amüsant und gut gespielt, besonders Rooney.“

„Die Handlung, die eine etwas bessere Wirkung als der Film insgesamt entfaltet, ist voll von unglaublichen Verwicklungen und seltsamen Einfällen – wie z. B. ein international operierender Auftragskiller, der zwischen den von ihm begangenen Morden Literatur an der Universität von Berkeley lehrt. Dennoch ist sich die Handlung auf schmerzhafte Weise aller ihrer Anlehnungen bewusst, vielleicht aufgrund der Vorstellung, dass etwas besser ist, wenn man weiß woher es kommt.“

## Synchronisation
Es sprechen Jürgen Thormann auf Caine, Wolfgang Völz auf Stander und Gisela Fritsch auf Scott.